# Flores en el ático
Flores en el ático (de forma original, Flowers in the Attic) es una novela escrita por V. C. Andrews y publicada en 1979. Es el primer libro de la Saga Dollanganger, al cual le siguen los títulos Pétalos al viento, Si hubiera espinas, Semillas del ayer y Jardín sombrío. La novela nos introduce en la infancia, la juventud y adultez de cuatro hermanos que son aislados del mundo en un ático.

## Narradores
La narración de todos los libros de la saga están escritos en primera persona.
El primer libro, Flores en el ático, esta narrado bajo la perspectiva de Catherine Dollanganger quien al comienzo del libro tiene 7 años y al finalizar tiene 15. Cuenta la historia de su encierro y el de sus hermanos, Chris y los gemelos Cory y Carrie, en el ático de Foxworth Hall.
El segundo libro, Pétalos al viento, también es contado por Catherine Dollanganger que al comenzar la historia tiene quince años (15) y al finalizar tiene treinta (30). Narra sobre sus amores y desamores. Sin embargo, nunca deja de pensar en la venganza hacia su madre Corrine.
El tercer libro, Si hubiera espinas, es narrado por los hijos de Catherine. De nombres Jory y Bart, que durante el período que transcurre el libro tienen 14 y 9-10 años respectivamente. La acción se sitúa cuando una vieja anciana, apodada por Bart y Jory como la «Dama de negro», llega, junto con John Amos, el mayordomo de la familia Foxworth, a vivir a la casa vecina de ellos.
El cuarto libro, Semillas del ayer, igualmente es narrado por Catherine Dollanganger, quien comienza a contar su historia con 52 años y narra sus últimos años junto a sus hijos y su hermano Christopher.
El quinto libro, Jardín sombrío, es narrado por Olivia Foxworth, abuela de Catherine. Narra la vida de Olivia y explica el porqué de su odio hacia sus nietos.

## Argumento
En el año 1957, Cathy Dollanganger tiene doce años y es la segunda de cuatro hijos (después de su hermano mayor, Chris, quien tiene catorce años, y los gemelos fraternos, Carrie y Cory, que tienen cinco años). Viven en Gladstone (Pensilvania) con sus padres, Christopher y Corrine, en donde hasta ahora se les había apodado como los «muñecos de Dresde», por sus características físicas (rubios, de ojos claros y guapos) y la fácil pronunciación que tenía en comparación con su apellido. Su padre trabaja en una empresa de relaciones públicas, mientras que su madre se queda en casa para cuidar de ellos. Su estilo de vida idílica termina con la repentina y trágica muerte de su padre a causa de un accidente automovilístico.
Debido a que Corrine no puede mantener a sus hijos sola, porque no trabaja y su marido al morir dejó muchas deudas pendientes, decide mudarse a la mansión de sus padres en Charlottesville (Virginia). Envía muchas cartas a su madre para que esta les permita mudarse con ella. Olivia accede pero, con la condición de que, si los niños se quedan, deben permanecer encerrados para que su abuelo, Malcom, no se entere de su existencia. Corrine les cuenta a sus hijos que hizo algo hace quince años, por lo cual sus padres la desheredaron. Su padre se está muriendo y, si puede recuperar su amor, será la única heredera de una gran fortuna. También les dice que su apellido real es Foxworth. Los niños empacan algunas cosas y toman el tren a Virginia, dejando todo lo demás, y emprenden un camino secreto a Foxworth Hall, donde son escoltados a un cuarto pequeño debajo de la buhardilla por Olivia. Corrine promete visitarlos al día siguiente después de que ella hable con su padre. Cuando Corrine vuelve, los niños descubren que ella ha sido salvajemente azotada por Olivia, que les dice a los niños que sus padres eran medio tío y sobrina, y que su padre había sido medio hermano de Malcom. Ella dice que, si Corrine tiene alguna posibilidad de recuperar el amor de su padre, es si los niños se mantienen ocultos en la sala hasta que Malcolm muera, y para entonces, Corrine recibirá su herencia y será capaz de proporcionar esa fortuna a los niños.
En un primer momento, Corrine provee a los niños con regalos caros y promesas de un futuro brillante, los visita todos los días y les ayuda a decorar el ático para que los gemelos no tengan miedo. Además, asiste a una escuela de secretariado para aprender las habilidades necesarias para el cuidado de los niños, si bien esto nunca vuelve a mencionarse después del primer año. Sin embargo, conforme pasa el tiempo, poco a poco deja de visitar a sus hijos y pierde interés en ellos, sobre todo de los gemelos, que casi han dejado de crecer debido al estrés de vivir encerrados. Los niños sufren constantemente abusos físicos y emocionales por parte de su abuela, que los llama constantemente "engendros del diablo" y amenaza con severos castigos si desobedecen sus reglas. Corrine sigue favoreciendo a Chris y, a pesar de su amor por su hijo favorito, esto no le sirve de motivación para liberarlos. Después del primer año, Corrine deja de visitar a sus hijos de forma repentina, lo que a Cathy y Chris les da hace pensar que le ha pasado a algo, pero más tarde Cathy sospecha que su madre los ha abandonado.
Los niños inicialmente pasan su tiempo leyendo y viendo la televisión. Cathy y Chris comienza a aprender los conceptos básicos para perseguir sus sueños, Cathy práctica constantemente ballet y Chris lee decenas de libros para convertirse en un médico, ya que su padre deseaba que estudiara esta profesión. El abandono de Corrine obliga a los niños a depender unos de otros por su propia comodidad. Esto lleva a crear una nueva unidad familiar, con Cathy y Chris asumiendo los roles de madre y padre de los gemelos y la resolución de enseñar a sus hermanos en una sala de la escuela improvisada en el ático. Después de casi dos años de confinamiento, Cathy y Chris comienzan a entrar en la pubertad. Cathy siente curiosidad de los cambios físicos en su cuerpo y en un incidente, mientras está admirando su cuerpo desnudo y Chris accidentalmente entra en la habitación, son sorprendidos por la abuela. Ella les da un ultimátum: Chris tiene que cortar todo el pelo de Cathy o los cuatro niños pasarán hambre durante dos semanas. Cuando Chris se niega a cumplir. Olivia entra en la habitación, droga a Cathy mientras duerme y derrama alquitrán en su cabello, lo que obliga a Chris a utilizar una variedad de químicos en su cabello y, para engañar a la abuela, corta la parte delantera de su pelo hasta dejarlo casi rapado. La hambruna obliga a los niños a tomar medidas desesperadas: Chris ofrece su sangre para alimentar a los gemelos y las tripas de ratones para que él y Cathy pudieran comer ya que estaban débiles. Antes de que puedan comer los ratones, su abuela les deja una cesta de comida.
Meses más tarde, Corrine vuelve repentinamente y anuncia completamente emocionada que se ha casado con el abogado de su padre, Bart Winslow, y ha estado lejos de luna de miel. Cathy y Chris se enfadan porque su madre estaba de vacaciones, mientras que ellos casi mueren de hambre, pero esta les grita por pensar que no se preocupa por ellos cuando les ofrece cosas necesarias y se niega a visitarlos hasta que se disculpen por sus actos. Su abuela sigue abusando de ellos, e incluso azota tanto a Cathy como a Chris cuando éste habla a sus espaldas. Debido a su confinamiento, Cathy y Chris se vuelven sexualmente atraídos el uno al otro. También comienzan a planear un escape. Después de distraer a su madre durante una de sus visitas posteriores, se llevan las llaves de su habitación y hacen una impresión de ella en una barra de jabón, la cual utilizan para tallar una copia de madera. Para financiar su fuga, en secreto roban joyas y dinero de su madre y su padrastro.
Poco después, uno de los gemelos enferma gravemente, y Cathy airadamente convence a su madre para que lo lleve al hospital. Corrine después les dice que ha muerto de neumonía, dejando a los niños completamente devastados. Desesperado, Chris planea coger todo el dinero que puede encontrar en la suite de su madre, pero descubre que Bart y Corrine han dejado Foxworth Hall para siempre y que su abuelo ha muerto hace nueve meses; Chris también descubre que su abuela ha ido dejando los alimentos con arsénico para matar a los ratones en el ático. Al darse cuenta de que ellos mismos son los "ratones" y que el arsénico se colocó en los donuts de azúcar en polvo (cuya mayor cantidad había sido ingerida por el gemelo fallecido), Cathy y Chris cogen a su hermana y salen desesperadamente de Foxworth Hall antes del amanecer para coger el tren hacia Sarasota, Florida. En la estación de tren, Chris revela el horror final: su abuelo Malcom había dicho que su madre sería desheredada si se demostraba que ella había tenido hijos de su primer matrimonio o si tenía cualquier otro en el futuro. Su abuela les empezó a dejar las rosquillas nueve meses antes, cuando su abuelo murió y fue leído el testamento por Corrine, luego era su propia madre la que había tomado la decisión de envenenarlos.
Ellos abruptamente deciden no ir a la policía, por miedo a ser separados y puestos en hogares de acogida. Su prioridad es estar ahí para Carrie y sobrevivir por su cuenta. Cathy está muy enfadada por la traición de su madre, y tiene grandes deseos de vengarse de ella y su abuela, pero decide que en ese momento tiene que estar ahí para sus hermanos y declara que algún día se vengará. En el momento de su fuga, en noviembre de 1960, Chris tiene casi 18 años, Cathy tiene 15 años, y Carrie tiene 8 años.

## Personajes
- Catherine Leigh Dollanganger (antes Sheffield,Marquet, antes Doll) «Cathy»: es la protagonista y narradora de la historia. Cuando comienza la historia tiene 12 años y, cuando finaliza, acaba de cumplir los 15. Es una chica muy guapa, rubia, de ojos azules y bastante soñadora, que sueña con convertirse en bailarina y que se encuentra muy unida a su padre. A mediados del segundo libro de la saga, se convierte en madre de un niño al que llama Jory, cuyo padre es un bailarín que conoció a Cathy cuando esta tenía 16 años. En el tercer libro Cathy y Chris se casan, y ella y su madre son secuestradas por John Amos y ocultadas en un almacén. Su madre Corrine dará la vida por ella en el incendio. En el cuarto libro muere en el ático de Foxworth Hall.

Aparece en los libros Flores en el ático, Pétalos al viento, Si hubiera espinas, Semillas del ayer y Jardín sombrío
.
- Christopher Dollanganger (antes Sheffield ), «Chris»: es el hermano mayor de Cathy. Tiene 14 años cuando comienza la historia, y 17 cuando termina. Responsable, inteligente y maduro, es la total contraposición a su hermana, con la que al principio choca bastante. Planea estudiar medicina en un futuro. En el cuarto libro muere en un accidente automovilístico igual que su padre.

Aparece en los libros Flores en el ático, Pétalos al viento, Si hubiera espinas, Semillas del ayer y Jardín sombrío.
- Cory Dollanganger: hermano gemelo de Carrie y hermano menor de Cathy y Chris. Es un niño tímido y sensible, que demuestra un gran talento para la música. Muere en el primer libro por el arsénico colocado en unos bollos azucarados proporcionados por su madre, Corrine.[2]

Aparece en los libros Flores en el ático y Jardín sombrío.
- Carrie Sheffield (antes Dollanganger): hermana gemela de Cory y la hermana menor de Cathy y Chris. Nerviosa, activa y bastante alegre, siempre ha estado muy unida a su hermano gemelo. Se suicida en el segundo libro por culpa de su madre Corrine.

Aparece en los libros Flores en el ático, Pétalos al viento y Jardín sombrío.
- Christopher Garland Dollanganger (antes Foxworth): primer esposo de Corrine, el padre de los niños. Era el medio hermano más joven de Malcom. Es medio tío de Corrine, pero nunca supo que él también era su medio hermano. Se le describe como un padre maravilloso que no podía soportar estar separado de sus hijos durante más de cinco días. Muere en un accidente de coche el día de su cumpleaños, al comienzo del libro.

Aparece en los libros Flores en el ático y Jardín sombrío.
- Corrine Winslow (antes Dollanganger, née Foxworth): madre de Chris, Cathy, Cory y Carrie y viuda de Christopher Dollanganger. Con el tiempo se convierte en una antagonista de la historia cuando trata de matar a sus hijos para obtener la herencia de su padre. Se casa con el abogado de su padre, Bart Winslow a mitad del primer libro, y pierde interés en sus hijos y su marido difunto. Es internada en un manicomio después de ocasionar un incendio en Foxworth Hall. Se le da una oportunidad de redención en el tercer libro de la saga y muere salvando la vida de Cathy.

Aparece en los libros Flores en el ático, Pétalos al viento, Si hubiera espinas y Jardín sombrío.
- Olivia Foxworth (née Winfield): esposa de Malcolm Foxworth y abuela de los niños Dollanganger. Es prima de John Amos. Olivia y Malcolm son co-antagonistas en este libro, pero una parte diferente de Olivia se revela en el Jardín de las Sombras. En principio, todos creen que Corrine es su hija. en realidad es hija de Alicia, madrastra del joven Malcolm a quien él mismo violaba. Olivia muere en el incendio de Foxworth Hall, en Pétalos en el viento.

Aparece en los libros Flores en el ático, Pétalos al viento y Jardín sombrío.
- Malcolm Neal Foxworth Sr.: padre de Corrine y abuelo de los niños Dollanganger. Esposo de Olivia. Se le describe por tener una enfermedad del corazón, lo cual puede ser considerado una paradoja, porque a él también se le describe como un hombre sin corazón. Muere en el libro, aunque Chris y Cathy no se enteran hasta el final. Él era también el medio hermano del padre de los niños.

Aparece en los libros Flores en el ático y Jardín sombrío.
- Jhon Amos Jackson: un mayordomo de la familia Foxworth, primo de Olivia y tercer esposo de Corrine. Él es quien convence a Olivia para encerrar a los niños en el ático. Del mismo modo, utiliza la religión de una manera hipócrita para manipular al hijo menor de Cathy. Se convierte en el antagonista del tercer libro y muere al final.

Aparece en los libros Flores en el ático, Si hubiera espinas y Jardín sombrío.
- Jory Janus Marquet: primer hijo de Cathy y de su primer esposo Julián, en el cuarto libro se casa con Melodie, tiene dos hijos gemelos llamados Deirdre y Darren y queda paralítico. Se casa con su enfermera, Toni, en segundas nupcias.

Aparece en los libros Pétalos al viento, Si hubiera espinas y Semillas del ayer.
- Bartholomew Scott Winslow Foxworth (antes Sheffield) «Bart»: segundo hijo de Cathy y de su romance fugaz con Bart Winslow (segundo esposo de su madre Corrine), en el cuarto libro se convierte en amante de Melodie después de que Jory quedara paralítico. Termina arrepentido y convertido en predicador televisivo.

Aparece en los libros Pétalos al viento, Si hubiera espinas y Semillas del ayer.
- Melodie Marquet (née Richarme): novia de Jory en el tercer libro y en el cuarto se casa con este y lo abandona a él y a sus hijos los gemelos Deirdre y Darren (porque lo engaña con bart,cuando jory estaba en recuperación)

Aparece en los libros Si hubiera espinas y Semillas del ayer.
- Alicia Foxworth: madrastra de Malcolm y segunda esposa de Garland. Es la madre biológica de Christopher (hijo de Garland) y Corrine (hija de Malcolm). Tras la muerte de Garland y el embarazo de Corrine es ocultada en el ático por Olivia hasta que dé a luz de Corrine y Olivia se haga pasar por madre de esta. Muere de cáncer.

Aparece en el libro Jardín sombrío.
- Garland Foxworth: padre de Malcolm y Christopher y esposo de Alicia. Muere de un infarto tras ver a Malcolm intentar violar a Alicia.

Aparece en el libro Jardín sombrío.
- Paul Sheffield: padre adoptivo de Chris, Cathy y Carrie, y segundo marido de Cathy. Muere de un ataque al corazón.

Aparece en el libro Pétalos al viento.
- Julián Marquet: bailarín famoso, primer esposo de Cathy y padre de Jory. Se suicida tras sufrir un accidente automovilístico y quedar paralítico.

Aparece en libro Pétalos al viento.
- Madame Marisha Marquet (née Rosencoff): abuela paterna de Jory y madre de Julián. Murió mientras dormía.

Aparece en los libros Pétalos al viento y Si hubiera espinas.
- Cyntia Jane Sheffield (antes Nickols) «Cindy»: hija adoptiva de Chris y Cathy.

Aparece en los libros Si hubiera espinas y Semillas del ayer.
- Bart Winslow: segundo esposo de Corrine y amante de Cathy, padre de Bart. Muere en el incendio de Foxworth Hall tras intentar salvar a Olivia.

Aparece en los libros Flores en el ático y Pétalos al viento.
- Deirdre y Darren Marquet: hijos gemelos de Jory y Melodie y nietos de Cathy. Cathy los confunde con Cory y Carrie.

Aparecen en el libro Semillas del ayer.
- Malcolm Neal Foxworth Jr. «Mal»: primer hijo de Malcolm y Olivia, hermano de Joel y medio-hermano de Corrine. Muere en un accidente de moto.

Aparece en el libro Jardín sombrío.
- Joel Joseph Foxworth: segundo hijo de Malcolm y Olivia, hermano de Mal y medio-hermano de Corrine. Finge su muerte en Europa y reaparece en Foxworth Hall como tío de Cathy y Chris. Vuelve al monasterio en que vivió todos sus años desaparecido para morir allí.

Aparece en los libros Semillas del ayer y Jardín sombrío.